# Memoirs of a Teenage Amnesiac
Pour plus de détails, voir Fiche technique et Distribution.
Memoirs of a Teenage Amnesiac est un film japonais réalisé par Hans Canosa et scénarisé par Gabrielle Zevin d’après son propre roman, sorti en 2010.

## Fiche technique
- Titre : Memoirs of a Teenage Amnesiac
- Titre japonais :  誰かが私にキスをした
- Réalisation : Hans Canosa
- Scénario : Gabrielle Zevin d'après son roman
- Photographie : Jaron Presant
- Montage : Hans Canosa et Phyllis Housen
- Production : Hans Canosa, Kwesi Collisson, Norihisa Harada, Kimio Kataoka, Wendy Reeds, Tsuyoshi Sugiyama et Masana Takahashi
- Société de production : Dot Dot Dot Films, Toei Company, Kinoshita Management, Happinet, ADK Arts, Shūeisha, Horipro, Idea Bank & Creation et Sony Music Entertainment
- Pays :  États-Unis et  Japon
- Genre : Drame et romance
- Durée : 124 minutes
- Dates de sortie : 
  -  Japon : 27 mars 2010

## Distribution
- Maki Horikita : Naomi Sukuse
- Ken'ichi Matsuyama : Yūji Miwa
- Yūya Tegoshi : Mirai Hasegawa
- Anton Yelchin : Ace Zuckerman
- Atsuro Watabe : Goro Sukuse, père de Naomi
- Emma Roberts : Alice Leeds
- Kylee : Winnie
- Mirei Kiritani : Yumi
- Misa Shimizu : Madame Hasegawa
- Karen Kirishima : Risa Arisa